# Concretismo

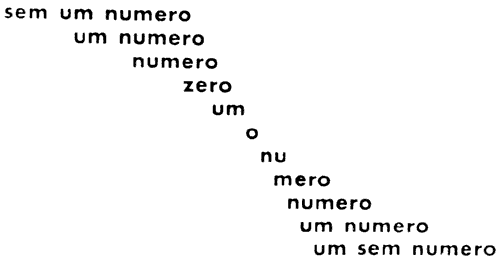
Poema concreto de Augusto de Campos, 1962

Na literatura, o Concretismo foi um movimento artístico surgido na década de 1950 que extinguia os versos e a sintaxe normal do discurso, dando grande importância à organização visual do texto, com o intuito de acabar com a distinção entre forma e conteúdo e criar uma nova linguagem. Seus princípios, de certa forma, dialogam com as proposições do Cubismo aplicadas tanto à literatura quanto às artes plásticas. Foram precursores mundiais do movimento o suíço Max Bill e o russo Vladimir Mayakovsky.

## No Brasil
Esse movimento vanguardista chegou ao Brasil por volta de 1950,  com o suíço Max Bill (1908-1994).
O movimento concreto se constituiu, primeiramente, na cidade de São Paulo, no início da década de 1950, sendo liderado pelos poetas e irmãos Augusto de Campos e Haroldo de Campos (conhecidos como  "irmãos Campos”) e Décio Pignatari, que fundaram a Revista Noigandres (1952), para divulgar suas ideias acerca da poesia concreta. Posteriormente, o grupo também seria integrado pelos poetas cariocas Ronaldo Azeredo e José Lino Grünewald. A partir da década de 1960, poetas ligados ao grupo, como Ferreira Gullar e Paulo Leminski, passaram a se envolver em temas sociais, surgindo então várias tendências pós-concretistas. 

### Contexto
No início dos anos de 1950, quando os poetas concretistas brasileiros começam a se agrupar em torno da revista Noigandres, os países da Europa começavam a se recuperar do trauma da Segunda Guerra Mundial. Iniciava-se um período de reestruturação geográfica, política e econômica.
No Brasil, vivia-se uma época de rápida modernização e intenso crescimento econômico, sobretudo no Governo Juscelino Kubitschek (1956-1960), cuja propaganda oficial prometia um avanço de "cinquenta anos em cinco". O Plano de Metas de Juscelino  resultou em impressionante crescimento da indústria de bens de consumo duráveis, com expansão do emprego e da renda dos brasileiros. O desenvolvimento, as grandes realizações, como a construção de Brasília, e a estabilidade política contribuíram para criar a atmosfera de otimismo dos chamados "anos dourados".
A poesia concreta, segundo Philadelpho Menezes, estava "intimamente associada ao movimento de boom desenvolvimentista do país, simbolizado exemplarmente pela construção de Brasília, uma nova cidade idealizada como centro do poder, matematicamente situada no centro geográfico do país. Basta recordar que o principal texto da poesia concreta, publicado em 1958, tem o título Plano Piloto para Poesia Concreta, assinado por Augusto de Campos (1931), Haroldo de Campos (1929-2003) e Décio Pignatari (1927-2012). É uma citação direta e assumida do Plano Piloto para a Construção de Brasília, elaborado por Lúcio Costa e Oscar Niemeyer, que sonhava construir, do nada, em meio ao inóspito cerrado do Planalto Central do Brasil, uma cidade dentro dos moldes mais racionalistas idealizados pelo urbanismo modernista europeu.
"Nas artes e na arquitetura o moderno é consagrado. Niemeyer, Lúcio Costa, Reidy e outros fundam um novo cânone arquitetônico, pontuando a vida urbana com símbolos do futuro planejado (...). A música é a Bossa Nova, o cinema é o Cinema Novo. Nas artes e na poesia, o Concretismo assinala o sentido do moderno, ditando as normas da ruptura."
Segundo Philadelpho Menezes, a poesia concreta só se distingue das demais formas de poema a partir de 1955, quando o grupo paulista interage com o poeta suíço-boliviano Eugen Gomringer. A partir dessa interação, o grupo paulista cria do nome 'poesia concreta' e assumiu a ideia de organizar um movimento internacional da nova poesia. A forma típica da poesia concreta está associada aos poemas de Gomringer, publicados em 1953, sob o título de Konstellationen ('constelações'), e é explicada no manifesto publicado pelo próprio Gomringer: Do verso à constelação: função e forma de uma poesia 
Segundo Bernardo Souto, o concretismo não transpôs o filtro do tempo. Para ele, é "Uma estética que elegeu o puro e simples ludismo verbal como principal bandeira, desprezando por completo a dimensão ontológica, transcendental e simbólica do texto poético" e "Apesar de ainda ser supervalorizado, Concretismo não passou de um fiasco."

### Características
O poema concreto tem como característica primordial o uso das possibilidades gráficas das palavras, sem preocupações com a estética tradicional de começo, meio e fim; por este motivo, é chamado de poema-objeto.
Dessa forma, a poesia concreta absorve somente a palavra, ou seja, "a palavra-objeto", sem  se ater a convenções relativas a estrofes, versos e rimas, mas basicamente voltada à exploração de possibilidades imagéticas da palavra.
Assim, os principais atributos dessa poesia são:
- Eliminação do verso
- Aproveitamento do espaço em branco da página para disposição das palavras
- Exploração dos aspectos sonoros, visuais e semânticos dos vocábulos
- Uso de neologismos e termos estrangeiros
- Decomposição de palavras
- Possibilidades de múltiplas leituras do poema

A despeito de o concretismo não se preocupar com a temática - uma vez que o objetivo principal era criar uma nova linguagem, capaz de mesclar forma e conteúdo -, em vários momentos aparece, na poesia concreta, a crítica  à sociedade capitalista e ao consumo exacerbado.

### Autores concretistas brasileiros
- Augusto de Campos
- Haroldo de Campos
- Décio Pignatari
- Ronaldo Azeredo
- José Lino Grünewald
- Ferreira Gullar
- José Paulo Paes
- Paulo Leminski